# Universidad Gastón Dachary
La Universidad Gastón Dachary (UGD) es una universidad pública de gestión privada argentina que tiene su sede académica en Posadas y otra académico-administrativa en Oberá, ambas en la provincia de Misiones.

## Historia
El 25 de febrero de 2009, por Decreto 138/09 del Poder Ejecutivo Nacional argentino, se le otorgó el reconocimiento definitivo como universidad, ya que desde 2001 funcionaba como instituto universitario.

## Instalaciones
El edificio de Salta y Colón de Posadas cuenta con diez aulas, oficinas de rectorado, secretarías y departamentos, alumnado, sala de profesores, fotocopiadora y el moderno laboratorio de informática en el que se dictan los cursos CISCO y los posgrados en Telemática y Redes.
En el edificio fundacional de la Universidad se ubican oficinas administrativas, aulas, biblioteca, dos laboratorios de informática, el aula magna y el buffet. Todas las aulas están climatizadas, al igual que los laboratorios, lo que permite a los alumnos y docentes, cotar con amplios espacios para estudios y desarrollo de trabajos académicos, con tecnología actualizada acorde para el dictado de las cátedras.

## Departamento y Carreras

### Departamento de Arquitectura, Diseño y Comunicación Visual
- Licenciatura en Artes Audiovisuales
- Arquitectura

### Departamento de Ciencias Económicas y Empresariales
- Contador Público Nacional
- Licenciatura en Administración de Empresas
- Licenciatura en Comercio Internacional
- Licenciatura en Marketing
- Licenciatura en Turismo y Hotelería

### Departamento de Ciencias de la Salud
- Licenciatura en Kinesiología y Fisiatría
- Licenciatura en Nutrición
- Licenciatura en Psicopedagogía
- Profesorado en Educación Física y Deportes

### Departamento de Ciencias Sociales y Jurídicas
- Abogacía
- Contador Público Nacional

### Departamento de Ingeniería y Ciencias de la Producción
- Analista Universitario en Sistemas
- Ingeniería en Informática
- Licenciatura en Producción Agropecuaria

### Carreras de Posgrado
- Especialización en Derecho Procesal
- Maestría en Desarrollo Regional e Integración
- Maestría en Gestión y Evaluación de la Educación Superior